# Kattfotslav
Kattfotslav (Arthonia leucopellaea) är en lavart som först beskrevs av Erik Acharius, och fick sitt nu gällande namn av Sigfrid Oskar Immanuel Almquist. Kattfotslav ingår i släktet Arthonia och familjen Arthoniaceae.  Arten är reproducerande i Sverige. Inga underarter finns listade i Catalogue of Life.